# John Harley (évêque)
John Harley (29 septembre 1728 - 7 janvier 1788) est un évêque britannique .

## Biographie
Il est le deuxième fils d'Edward Harley (3e comte d'Oxford). Il est archidiacre de Shropshire de 1760 à 1769, puis archidiacre de Hereford de 1769 à 1787. Il est doyen de Windsor, greffier de l'ordre de la Jarretière et brièvement, à la fin de sa vie, évêque de Hereford .
Son fils Edward Harley (5e comte d'Oxford), de son épouse Roach Vaughan, fille de Gwynne Vaughan de Trebarry, Radnorshire, succède au frère aîné de Harley, Edward, comme 5e comte d'Oxford .